# (474) Prudentia
(474) Prudentia ist ein Asteroid des Hauptgürtels, der am 13. Februar 1901 vom deutschen Astronomen Max Wolf in Heidelberg entdeckt wurde.
Der Name des Asteroiden ist von einer allegorischen römischen Figur abgeleitet.